# فرانكو ليبور
فرانكو ليبور (بالإيطالية: Franco Lepore)‏ (16 أغسطس 1985 بليتشي في إيطاليا - ) هو لاعب كرة قدم إيطالي في مركز الوسط.

## روابط خارجية
- فرانكو ليبور على موقع قاعدة بيانات كرة القدم.إي يو (الإنجليزية)
- فرانكو ليبور على موقع Soccerway.com (الإنجليزية)
- فرانكو ليبور على موقع عالم كرة القدم.نت (الإنجليزية)